# Скин, Джеймс
Джеймс Скин (англ. James Skene, 7 марта 1775 года, Абердин — 27 ноября 1864 года) — британский юрист и художник.

## Биография
Образование получил в Эдинбургской школе. Когда умер его старший брат в 1791 году, он стал наследником имения Рубисло. В возрасте 21 года уехал в Германию для дальнейшего обучения. В 1797 году, вернувшись в Эдинбург, был принят в Scottish bar — независимый орган юристов, которые служили адвокатами в судах Шотландии. Дружил с сэром Вальтером Скоттом, который восхищался знанием Скина немецкой литературы. Оба они служили адвокатами в здании Шотландского парламента в Эдинбурге.
Джеймс Скин также был художником-любителем. Скин создал много картин маслом и акварелей эдинбургских пейзажей. Эдинбургская городская библиотека сегодня хранит коллекцию из 207 картин Скина, которые охватывают период 1817—1837 годов. Самые известные из них: «Edinburgh Old Town from Princes Street», «St Giles Cathedral», «The Grassmarket», «St John’s Chapel», «Holyroodhouse».
В 1838 году в связи с проблемами со здоровьем некоторых членов его семьи, Скен отправился в Грецию, оставаясь на протяжении нескольких лет неподалёку от Афин, в вилле, построенной по его собственному проекту. Здесь, как и дома, Джеймс Скин занимался искусством, создав около 500 акварелей и чертежей греческих древностей. Возвращаясь на Родину в 1844 году, он поселился сначала в Лиймингтоне, а затем во Фриуен-Холли, Оксфорд.